# Markus Paßlick

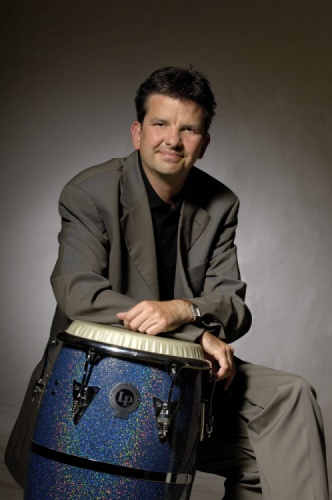
Markus Paßlick

Markus Paßlick (* 12. September 1963 in Münster) ist ein deutscher Percussionist und Autor.

## Leben
Noch während seiner Schulzeit trat Paßlick im Theater in Münster auf und war bereits 1981 als Percussionist mit verschiedenen Pop- und Jazzbands auf Tour. Nach Abitur und Zivildienst studierte Paßlick Geographie und Biologie. Seine Diplomarbeit behandelte das Thema „Verbreitung, Gefährdung und Ökologie der Heuschreckenarten in Münster/Westf.“
Mitte der 1980er Jahre gehörte er zusammen mit Kristian Bader beim „Treffen junger Liedermacher“ in Berlin zu den Preisträgern. Paßlick trat zehn Jahre lang mit einem eigenen Quintett auf, Bandmitglieder waren der Saxophonist David Handsley und der Vibraphonist Altfrid Sicking. Mit dem „Markus Paßlick Quintett“ gab er 1991 ein Konzert vor dem Kölner Dom, welches vom WDR übertragen wurde. 1987 nahm er mit Götz Alsmann das Album Twelve to six auf. Seit 1989 gehört Paßlick als Percussionist fest zur Götz Alsmann Band. In dem Fernsehfilm „Alles wegen Robert de Niro“, aus dem Jahr 1996, ist er neben Götz Alsmann als Trommler und Familienvater in Schwierigkeiten zu sehen.
Von 1994 bis 1996 waren Götz Alsmann und Band in 130 Folgen Gastgeber der NDR-Spätshow. In der Show spielte die Band live unter anderem mit Fettes Brot, Roger Chapman, Gloria Gaynor und Heino. Für die WDR-Sendung Casino Royal arbeitete Paßlick 1997 als Autor, Musikredakteur und Musiker. Auch für Die Harald Schmidt Show wurde er als Autor für den Stand-Up-Teil der Show tätig. In den sieben Jahren als Autor von Harald Schmidt trat er auch regelmäßig als Zoologe und Ökologe und bei verschiedenen Einspielfilmen in der Show auf. Paßlick machte sich als Autor für Fernsehstars wie Cordula Stratmann, Eckart von Hirschhausen, Ralf Schmitz und Reinhold Beckmann einen Namen. Außerdem war Paßlick Autor für die WDR-Fernsehshow Zimmer Frei und trat dort auch als „Notar“ auf. Zudem ist er Autor für die ZDF-Klassikshow Götz Alsmanns Nachtmusik.
Im Juli 2009 hat Paßlick in Zusammenarbeit mit der Illustratorin Thea Roß sein erstes Kinderbuch Vom abenteuerlichen Leben der Dinosaurier veröffentlicht. Ein Jahr später folgte im gleichen Verlag das zweite Buch Vom abenteuerlichen Leben der Säbelzahntiger.
Das Hauptbetätigungsfeld liegt jedoch im musikalischen Bereich. Mit der Götz Alsmann Band absolviert er eine immerwährende Tour durch ganz Deutschland mit circa 100 Auftritten jährlich. Als Studiomusiker wurde Paßlick unter anderem von Reinhard Mey und Dr. Ring-Ding nachgefragt. Seit 1999 arbeitete er regelmäßig mit der Punkband Die Ärzte zusammen.
Paßlick ist verheiratet und hat zwei Kinder.

## Musikalische Projekte
Neben den Auftritten mit der Götz-Alsmann-Band ist Markus Paßlick auch Mitglied des „Matt Walsh Acoustic Quartetts“. Er ist Bandleader von „Markus Paßlick und seine Original Pumpernickel“. Diese Formation spielt regelmäßig für die Adam Riese Show, die bis 2017 im Theater im Pumpenhaus in Münster stattfand und seither in der Konzerthalle CLOUD am Germania Campus in Münster beheimatet ist. Zudem arbeitet Markus Paßlick auch als Geräuschemacher für verschiedene Hörspiel- und Hörbuchprojekte. Er vertonte diverse Hörspiele für den WDR-Hörfunk und die Hörbücher Der Hund von Baskerville von Götz Alsmann oder „Das Leichenpuzzle“ von Kai Magnus Sting.

## Diskografie (Auszug)
Mit der Götz Alsmann Band
- CD "In Paris." (Blue Note) 2011
- CD "Engel oder Teufel" (Blue Note/EMI) 2009
- CD „Mein Geheimnis“ (Blue Note/EMI) 2007
- CD „Kuss“ (Boutique/Universal) 2005
- CD „Tabu!“ (Boutique/Universal) 2003
- CD „Filmreif!“ (Boutique/Universal) 2001
- CD „Zuckersüß!“ (Universal) 1999
- CD „Zimmer frei!“ (tacheles/ROOF Music) 1998
- CD „Gestatten… Götz Alsmann“ (Motor) 1997
- CD „Zazou“ (Kinghat/ROOF Music) 1994
- LP „Twelve to six“ (ROOF Music) 1987

Mit Götz Alsmann
- CD „Bootleg“ – Benjamin von Stuckrad-Barre 2000, Titel: „Let me entertain you“ vom „Götz Alsmann Bossa Nova Trio“ mit Götz Alsmann, Rudi Marhold und Markus Paßlick

Mit „Die Ärzte“
- CD „Geräusch“ (Hot action records) 2003
- CD/DVD „Rock’n’roll Realschule“ – mtv-unplugged (Hot action records) 2002
- CD „Runter mit den Spendierhosen, Unsichtbarer!“ (Hot action records) 2000

Mit „Dr. Ring Ding“
- CD „Back and Forth“ – Dr. Ring-Ding (Jump Up Records, Chicago) 2007
- CD „Ram di dance“ – Dr. Ring-Ding & the Senior Allstars (Grover Records / Moon Ska New York) 1997
- CD „Big T’ings“ – Dr. Ring-Ding & HP Setter (T'Bwana) 1996
- CD „Dandimite“ – Dr. Ring-Ding & the Senior Allstars (Pork Pie/Grover) 1995

Diverse Veröffentlichungen
- CD „Under Suspicion“ – Matt Walsh Acoustic Quartett (Acoustic Music Records) 2006
- CD „Was die Leute sagen“ – Heiko Werning (Reptiphon) 2006
- CD „The quiet side of Blues Company“ – Blues Company (inakustik) 2006
- CD „Best of Lutz Eikelmann“ – Lutz Eikelmann (Guthoff Music) 2005
- CD „In between“ – Blue George Band (Fox Music records) 2003
- CD „Big 18“ – Die Zwillinge und die Blechgang (Gemelo-Records) 2002
- CD „The July Sessions“ – Lutz Eikelmann (Guthoff Music) 2001
- CD „Passing through“ – Big Band Dorsten (VHS Dorsten) 1997
- CD „Okkuhila“ – Nelsons Wedding (Big Easy/BMG) 1996
- CD „Nighttime“ – Coco’s orange (Duck Drive Music) 1994
- LP „Beide oder keinen“ – Die Zwillinge und die Blechgang (Gemelo records) 1989
- LP „Kant live“ – Kant-Big-Band (Kant-Gymnasium in Münster) 1984

DVD
- DVD „Best of Vol. 2“ – Die Harald Schmidt Show (Universal) 2004, Titel: „Viele Köche… Markus Paßlick: Heuschrecken“, Auftritt in der Harald Schmidt Show vom 24. April 2002, Markus brutzelt für Harald Heuschrecken im Wok
- DVD „Rock’n’Roll Realschule“ – Die Ärzte, mtv-unplugged (Hot action records) 2002